# Ташкент (хоккейный клуб)
«Ташке́нт» (узб. «Toshkent» xokkey klubi / «Тошкент» хоккей клуби) — узбекистанский хоккейный клуб из города Ташкент — столицы Узбекистана. Основан в конце 2018 года.
С сезона 2019 года участвует в чемпионате Узбекистана.